# Al Bataeh Club
El Al Bataeh Club es un club de fútbol emiratí de la ciudad de Al Bataeh, Sharjah. Fue fundado en 2012 y actualmente juega en la UAE Pro League.

## Historia
Fundado en 2012, el club comenzó sus actividades deportivas con tenis de mesa y atletismo.El equipo de fútbol se estableció en 2013 como una academia juvenil y compitió en muchos torneos juveniles. En 2019, el club se unió al sistema de liga de fútbol de los Emiratos Árabes Unidos en la División 1, aunque su primera temporada se interrumpió debido a la pandemia de COVID-19, a pesar de que tuvo un buen desempeño constante, terminando tercero en sus dos primeras temporadas.
El club aseguraría el ascenso en 2021 después de terminar segundo en la temporada 2021-22, convirtiéndose en uno de los clubes más rápidos en ascender, ya que solo pasó tres temporadas en la segunda división.Al final de la siguiente campaña, mantuvo la categoría después de un empate obtenido en la última jornada.